# 6301-es mellékút (Magyarország)
A 6301-es számú mellékút egy négy számjegyű, több mint 26 kilométeres hosszúságú mellékút Fejér vármegye nyugati részén, a Mezőföldön. Az Enying, Polgárdi és a 6307-es út közti, aránylag nagy kiterjedésű terület főutaktól félreeső településeit, és az anyatelepüléseiktől távol eső külterületi településrészeit tárja fel.

## Nyomvonala
Enying közigazgatási területén ágazik ki a 64-es főútból, annak 25. kilométere közelében, északkeleti irányban, a város központjától több kilométer távolságban, nagyjából 5 kilométerre a város lakott területének szélétől délkeletre. Az első méterei után átlépi Mátyásdomb határát, a község lakott területét 2,8 kilométer után éri el. Ott mintegy 400 méteren délkeleti irányba kanyarodva halad, Zrínyi Miklós utca néven, majd visszatér a korábbi irányához és a Fő utca nevet veszi fel. Mintegy fél kilométerrel arrébb ugyanilyen két irányváltása következik, a neve ekkor Petőfi Sándor utca, majd Kossuth Lajos utca lesz. Így lép ki a község házai közül, északkeleti irányban, 4,2 kilométer megtétele után.
Az 5. kilométere után nem sokkal Kisláng település közigazgatási területére érkezik, de ezután is nagyjából északkeleti irányt követ. A 8+450-es kilométerszelvénye közelében észak-északnyugati irányba fordul, ott ágazik ki belőle egy alsóbbrendű, számozatlan bekötőút dél-délkeleti irányban, Ödönpuszta felé, amely földútként Kálozig folytatódik. Ezután éri el, a 9+150-es kilométerszelvénye táján Kisláng belterületét, ahol Szent István utca néven halad keresztül a falu központján. 10,5 kilométer után, egy közel derékszögű iránytöréssel északkeletnek fordul, a neve itt Fő utca; így lép ki a község házai közól, nagyjából egy kilométerrel arrébb. Ott keresztezi a Bozót-patakot, majd a 12. kilométere előtt nem sokkal egyenes folytatásaként (északkelet felé) kiágazik belőle egy önkormányzati út Soponya felé, a 6301-es pedig észak-északnyugat felé fordul.
14,6 kilométer után eléri Soponya és Kisláng határát, egy szakaszon a határvonallal esik egybe a nyomvonala, északkeleti irányban, majd 15,3 kilométer után teljesen soponyai közigazgatási területre ér és ismét északnyugat felé fordul. A település központját egyébként nem közelíti meg, attól több kilométerre nyugatra húzódik, csak annak külterületi, a központtal közlekedési kapcsolatban nem álló, Tarnóca nevű településrészét érinti.
Nagyjából a 18. kilométerénél eléri Soponya, Polgárdi és Csősz hármashatárát, szűk másfél kilométeren át e két utóbbi település határvonalát kíséri (Csősz lakott területét is messze elkerüli), majd 19,4 kilométer után teljesen polgárdi területre ér. A 21. kilométerénél elhalad Nagycséripuszta településrész mellett, majd a 21+800-as kilométerszelvénye előtt keresztezi a Budapest–Murakeresztúr-vasútvonalat, Kiscséripuszta vasútállomás nyugati széle közelében. Pár lépéssel arrébb kiágazik belőle északkelet felé a 63 303-as út, amely az állomást szolgálja ki, illetve azon lehet eljutni Kiscséripuszta településrészre is.
A 23+750-es kilométerszelvényénél, csomópont nélkül, felüljáróval keresztezi az M7-es autópálya nyomvonalát, annak 77. kilométere előtt, majd délnyugati irányba fordul. Kevéssel a 25. kilométere előtt, így éri el a település lakott területét, ahol a Dózsa György utca, majd a Szabadság utca nevet veszi fel. A 7-es főúthoz csatlakozva ér véget, annak pontosan a 86. kilométerénél lévő körforgalmú csomópontba betorkollva. Egyenes folytatása a körforgalom túloldalán a 7208-as út, északnyugati irányban.
Teljes hossza, az országos közutak térképes nyilvántartását szolgáló kira.gov.hu adatbázisa szerint 26,172 kilométer.

## Települései
- Enying
- Mátyásdomb
- Kisláng
- Soponya (Tarnóca településrész)
- (Csősz)
- Polgárdi